# ژان-مارک مورمک
ژان-مارک مورمک (فرانسوی: Jean-Marc Mormeck‎؛ زادهٔ ۳ ژوئن ۱۹۷۲) بوکسور اهل فرانسه است.
وی همچنین برندهٔ جوایزی همچون لژیون دونور (شوالیه) شده‌است.